# 天香山命
天香山命（日语：アメノカヤマノミコト）是日本神話裡出現的神祇，別名天香久山命（（日語）アメノカグヤマノミコト）、天賀吾山命、天香兒山命等。

## 神話內容記述

### 先代舊事本紀
據《先代舊事本紀》卷五天孫本紀，天照國照彥火明櫛玉饒速日尊娶天道日女命為妃，生下天香語山命；天香語山命娶御炊屋姬，生下宇摩志摩治命。物部氏祖先饒速日命之子天香語山命又名高倉下命，天降名手栗彥命。

### 海部氏勘注系圖
據《海部氏系圖》之「勘注系圖」記載，始祖彥火明命之子天香語山命娶大屋津比賣命，並生下一子高倉下。而且始祖之孫（年齡比天香語山命之子大）天村雲命，被注釋成「弟熊野高倉下、母大屋津比賣命」。

### 新撰姓氏錄
《新撰姓氏錄》提到天香山命的後裔有尾張氏（左京神別等）、伊福部氏（左京神別下）、六人部氏（山城神別）、津守氏（攝津神別）等氏族。

## 解說
歷史學者栗田寬在其著書《國造本紀考》（1903年出版）中表示，他不相信天香語山命與高倉下命乃同一人。另根據彌彥神社的社傳，神武天皇平定大和國之後，伊夜彦神（即天香山命）受命赴越後國野積（今長岡市），教導當地居民製鹽、稻作、養蠶等技術，被尊稱為「伊夜比古神」。

## 信仰
在日本祭祀天香山命的神社主要有：
- 彌彥神社（新潟縣西蒲原郡彌彥村）
- 魚沼神社（日语：魚沼神社）（新潟縣小千谷市）
- 葛木坐火雷神社（奈良縣葛城市）

## 內部連結
- 高倉下

## 外部連結
- （日語）天香久山神（页面存档备份，存于）
- 《先代舊事本紀》卷第五天孫本紀（页面存档备份，存于）
- （日語）高倉下はどのような人か